# Жамбалова, Алиса Саяновна
Алиса Саяновна Жамбалова (род. 13 сентября 1994, Саган-Нур, Бурятия) — российская лыжница. Мастер спорта России международного класса. Четырёхкратная чемпионка зимней Универсиады 2019 года.

## Биография
Начала заниматься лыжным спортом под руководством отца, Саяна Владимировича Жамбалова, также тренируется под руководством Е. В. Жамбаловой и В. Д. Литвинцева. Представляет ДЮСШ г. Улан-Удэ, общество «Динамо» и Республику Бурятия.
Участница первых зимних юношеских Олимпийских игр 2012 года в Инсбруке, стала пятой на дистанции 5 км классикой и 17-й — в спринте. На чемпионате мира среди юниоров 2013 года в Либерце стала серебряным призёром в эстафете и бронзовым — в скиатлоне. В 2014 году на юниорском чемпионате мира в Валь-ди-Фиемме завоевала серебро в скиатлоне и в эстафете.
Становилась призёром всероссийских юношеских соревнований по лыжным гонкам и лыжероллерам.
На взрослом уровне становилась серебряным призёром чемпионата России 2014 года в эстафете. В 2017 году завоевала серебро национального чемпионата в скиатлоне и бронзу — в масс-старте.
С сезона 2012/13 принимает участие в Кубке мира в составе сборной России. Первые очки набрала в сезоне 2015/16. Лучший результат на этапах Кубка мира — пятое место в классическом спринте в феврале 2017 года на предолимпийской неделе в Пхёнчане. Дважды (2017 и 2018) принимала участие в «Тур де Ски», в 2018 году заняла 20-е место в общем зачёте. Становилась победительницей этапов регионального Кубка Восточной Европы.
В 2017 году принимала участие в чемпионате мира в Лахти, заняла 23-е место в масс-старте на 30 км.
Участница Олимпиады-2018 в Пьёнчане в составе сборной Олимпийских атлетов из России.
В марте 2019 года Алиса Жамбалова стала четырехкратной победительницей Универсиады в Красноярске. Первую золотую медаль лыжница завоевала выиграв индивидуальную гонку на 5 км классическим стилем. Второе золото - на гонке преследования свободным стилем 5 км. Эстафета 3 на 5  километров, где Алиса Жамбалова бежала вместе с Яной Кирпиченко и Екатериной Смирновой принесла спортсменке третье золото Всемирной Универсиады.Четвертое золото она завоевала золото в масс-старте на 15 км свободным стилем на Универсиаде в Красноярске.
В апреле 2019 года на чемпионате России Алиса Жамбалова завоевала серебряную медаль в скиатлоне на 15 км и золотую медаль  в  масс-старте на 30 км классическим стилем. Награда высшего достоинства стала первой золотой медалью чемпионата России в истории лыжного спорта Республики Бурятия.
В феврале 2022 Алиса Жамбалова завоевала бронзу финала Кубка России в индивидуальной гонке 10 километров свободным стилем, бронзу в спринте
В марте 2022 Алиса Жамбалова взяла бронзу на турнире "Олимпийцы России"
В марте 2022 Алиса Жамбалова завоевала серебряную медаль чемпионата России по лыжным гонкам. Бурятская лыжница показала второй результат в индивидуальной гонке классическим стилем на дистанции 10 километров